# Campionati europei di atletica leggera 1950 - 400 metri piani
I 400 metri piani ai campionati europei di atletica leggera 1950 si sono svolti dal 23 al 25 agosto 1950.

## Podio
| Oro     | Derek Pugh Gran Bretagna    |
| Argento | Jacques Lunis Francia       |
| Bronzo  | Lars-Erik Wolfbrandt Svezia |

## Risultati

### 1º turno
Passano alle semifinali i primi due atleti di ogni batteria (Q).

#### Batteria 1
| Posizione | Nome           | Nazionalità   | Tempo | Note |
| --------- | -------------- | ------------- | ----- | ---- |
| 1         | Leslie Lewis   | Gran Bretagna | 48"8  | Q    |
| 2         | Ragnar Graeffe | Finlandia     | 50"1  | Q    |

#### Batteria 2
| Posizione | Nome               | Nazionalità   | Tempo | Note |
| --------- | ------------------ | ------------- | ----- | ---- |
| 1         | Derek Pugh         | Gran Bretagna | 49"5  | Q    |
| 2         | Guðmundur Lárusson | Islanda       | 49"8  | Q    |

#### Batteria 3
| Posizione | Nome                  | Nazionalità | Tempo | Note |
| --------- | --------------------- | ----------- | ----- | ---- |
| 1         | Jacques Lunis         | Francia     | 48"9  | Q    |
| 2         | Gösta Brännström      | Svezia      | 49"7  | Q    |
| 3         | Jean-Baptiste Peeters | Belgio      | 50"8  |      |

#### Batteria 4
| Posizione | Nome                 | Nazionalità    | Tempo | Note |
| --------- | -------------------- | -------------- | ----- | ---- |
| 1         | Lars-Erik Wolfbrandt | Svezia         | 48"8  | Q    |
| 2         | Rolf Back            | Finlandia      | 49"0  | Q    |
| 3         | Aleš Poděbrad        | Cecoslovacchia | 49"7  |      |

#### Batteria 5
| Posizione | Nome             | Nazionalità | Tempo | Note |
| --------- | ---------------- | ----------- | ----- | ---- |
| 1         | Luigi Paterlini  | Italia      | 49"0  | Q    |
| 2         | René Leroux      | Francia     | 49"3  | Q    |
| 3         | Zvonko Sabolović | Jugoslavia  | 49"5  |      |

#### Batteria 6
| Posizione | Nome             | Nazionalità | Tempo | Note |
| --------- | ---------------- | ----------- | ----- | ---- |
| 1         | Antonio Siddi    | Italia      | 49"7  | Q    |
| 2         | Oscar Soetewey   | Belgio      | 49"8  | Q    |
| 3         | Lazar Milosevski | Jugoslavia  | 50"6  |      |

### Semifinali
Passano alla finale i primi tre atleti di ogni batteria (Q).

#### Semifinale 1
| Posizione | Nome               | Nazionalità   | Tempo | Note |
| --------- | ------------------ | ------------- | ----- | ---- |
| 1         | Jacques Lunis      | Francia       | 47"8  | Q    |
| 2         | Leslie Lewis       | Gran Bretagna | 47"9  | Q    |
| 3         | Guðmundur Lárusson | Islanda       | 48"0  | Q    |
| 4         | Gösta Brännström   | Svezia        | 48"5  |      |
| 5         | Antonio Siddi      | Italia        | 48"9  |      |
| 6         | Ragnar Graeffe     | Finlandia     | 49"5  |      |

#### Semifinale 2
| Posizione | Nome                 | Nazionalità   | Tempo | Note |
| --------- | -------------------- | ------------- | ----- | ---- |
| 1         | Derek Pugh           | Gran Bretagna | 48"6  | Q    |
| 2         | Lars-Erik Wolfbrandt | Svezia        | 48"8  | Q    |
| 3         | Luigi Paterlini      | Italia        | 49"2  | Q    |
| 4         | Rolf Back            | Finlandia     | 49"2  |      |
| 5         | Oscar Soetewey       | Belgio        | 51"4  |      |
|           | René Leroux          | Francia       | dns   |      |

### Finale
| Pos.    | Nome                 | Nazionalità   | Tempo | Note                  |
| ------- | -------------------- | ------------- | ----- | --------------------- |
| Oro     | Derek Pugh           | Gran Bretagna | 47"3  | Record dei campionati |
| Argento | Jacques Lunis        | Francia       | 47"6  |                       |
| Bronzo  | Lars-Erik Wolfbrandt | Svezia        | 47"9  |                       |
| 4       | Guðmundur Lárusson   | Islanda       | 48"1  |                       |
| 5       | Leslie Lewis         | Gran Bretagna | 48"7  |                       |
| 6       | Luigi Paterlini      | Italia        | 48"9  |                       |